# Blet de bosc
El blet de bosc, espinac de muntanya o sarrons, entre altres noms comuns  (Chenopodium bonus-henricus, del grec khén -oca- i pús, podós - peu, per la semblança de la forma de les fulles amb un peu d'oca; i del llatí bonus -bo- i Henricus -Enric-) és una herba que s'ha emprat en l'alimentació i com a planta medicinal des de l'antiguitat i, fins i tot, se n'han trobat restes en campaments neolítics. També reben el nom de blet de bosc, peu d'ànec i peu d'oca.

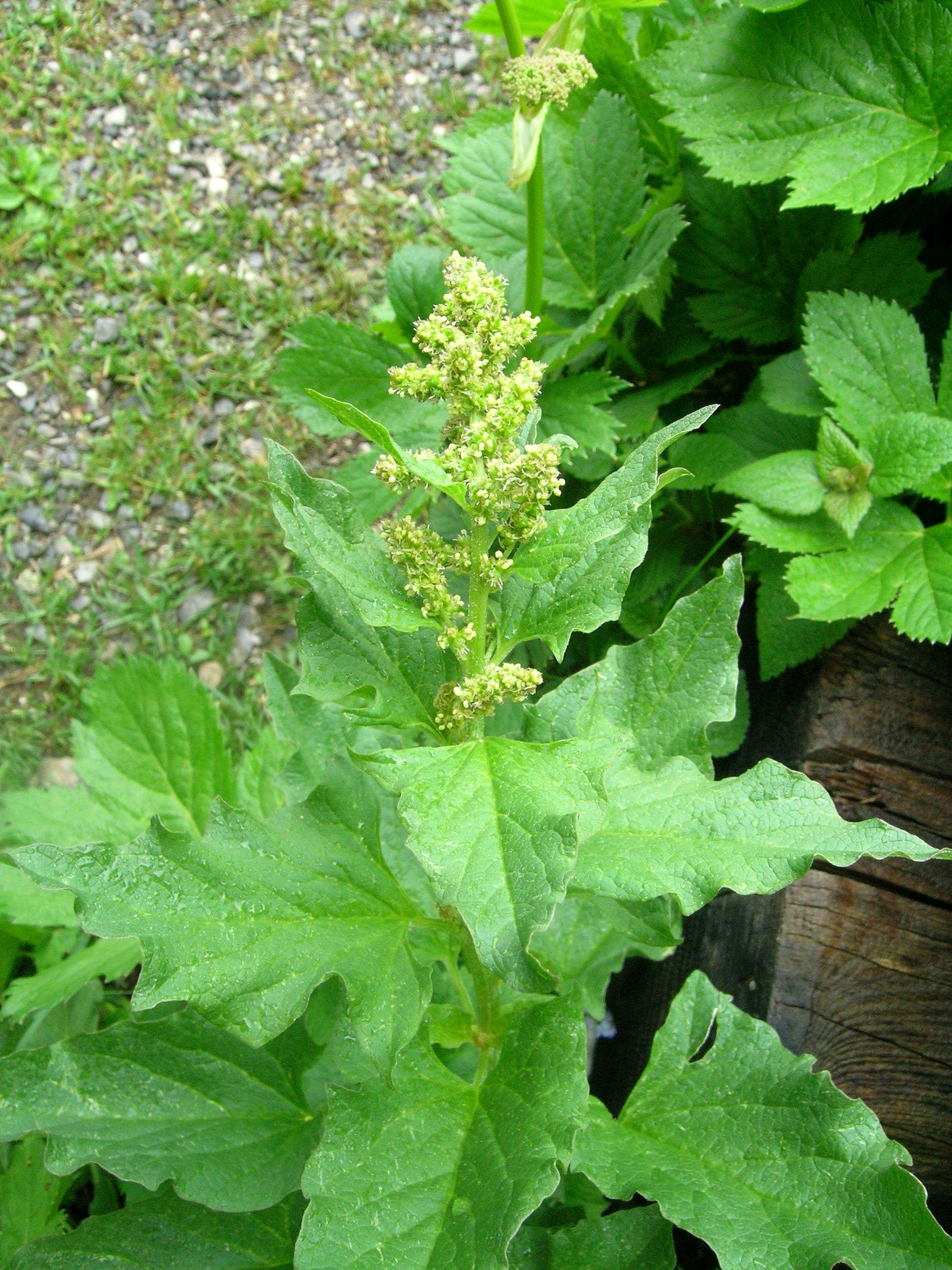
C. bonus-henricus.

No en queda clara la seva etimologia. Es postula que el nom de bonus-henricus és una traducció de l'alemany Guter Heinrich (bon Enric) i té relació amb la insistència d'aquesta planta a créixer a prop de les cases de pagès, acompanyant sempre l'ésser humà. Altres autors asseguren, però, que és una planta dedicada al rei Enric IV de França i III de Navarra que es coneixia entre el poble com el "Bon Rei" i, de fet, el nom popular en anglés (Good King Henry) en dona fe.
En català també es coneix com a armolla, blet bord, blet moll de bosc, blet moll silvestre, espinac de muntanya, espinac silvestre o surrons. Mallorquí: espinacs de muntanya, espinacs silvestres. En valencià també rep el nom de bledons blancs.

## Morfologia
És una herba perenne verda, però una mica enfarinada, de tiges sovint ajagudes, ramificades des d'arran de terra, de fins a 60 cm de llargada, amb les fulles inferiors de forma triangular o d'alabarda, com les dels espinacs, molt més grosses que les superiors, sostingudes per un pecíol gairebé tan llarg com la fulla. Les fulles superiors són sèssils i de forma arrodonida.
Les flors són molt petites, verdoses, amb 5 tèpals de 2 o 3 mm, reunides en una inflorescència terminal densa, llarga i estreta.

## Localització
En els herbassars de les pletes i en els camins trepitjats a l'alta muntanya, fins als 2.500 m d'altitud.

## Possibilitat de confusió amb altres espècies
Atès el seu hàbitat d'alta muntanya, és difícil confondre-la amb altres plantes del mateix gènere, la majoria d'elles més comunes a terra baixa.
Potser l'única confusió possible és amb el blet blanc (Chenopodium album), que s'enfila fins als 1.700 m d'altitud, però se'n diferencia per ser una planta anyal i per les seues fulles amb el limbe rombal, mai en forma d'alabarda, que surt, sobretot, en els conreus i a les comunitats ruderals d'herbes anyals.

## Època de recol·lecció
Preferentment abans que la planta floreixi, quan les fulles són tendres.

## Ús gastronòmic
És bastant apreciada en alimentació macrobiòtica i les fulles i els brots tendres són menjats crus en amanida. També cuit com a verdura, tal com si fossin espinacs.
A Anglaterra, el sarró s'ha conreat en llocs foscos i se'n consumeixen les tiges tendres i blanques com si fossin espàrrecs.
A Catalunya és abundant, conegut i apreciat com a verdura.

## Ús medicinal
S'utilitza la planta sencera pel seu contingut en mucílags, saponines, ferro, i sals d'oxalat. Se li reconeix acció farmacològica com a emol·lient i laxant. S'utilitza en pólvores i infusió.
Pel seu elevat contingut en ferro està particularment indicada per als casos d'anèmia. Externament, les fulles es trituren i apliquen sobre els accessos i furóncols, per a aprofitar els efectes beneficiosos dels mucílags que contenen. Les llavors posseeixen acció laxant.
Aquesta espècie està contraindicada per a qui pateixen dels ronyons i de reumatismes. El contingut en oxalats la desaconsella als qui són propensos als còlics nefrítics.